# Гнатюк Галина Макарівна
Гнатюк Галина Макарівна (26 грудня 1927, с. Гусакове, нині Звенигородського району Черкаської області  — 20 червня 2016, Київ, Україна)  — український мовознавець, лексикограф, історик української мови. Доктор філологічних наук (1984). Державна премія СРСР (1983). Дружина оперного співака Дмитра Гнатюка.

## Біографія
Закінчила філологічний факультет Київського університету (1952). Працювала викладачем Київського університету (1955—1956); у системі АН УРСР: 1956—63 — молодший науковий співробітник, 1963—87 — старший науковий співробітник, 1987—92 — провідний науковий співробітник Інституту мовознавства імені О. О. Потебні АН УРСР, одночасно 1957—67 — вчений секретар Комісії зі створення російсько-українських термінологічних галузевих словників. Досліджувала питання лексикології, лексикографії, термінології, граматики, історії української мови. Співавторка і співредактор 1, 3 і 10 т. «Словника української мови: В 11 т.» (К., 1971—80).

## Праці

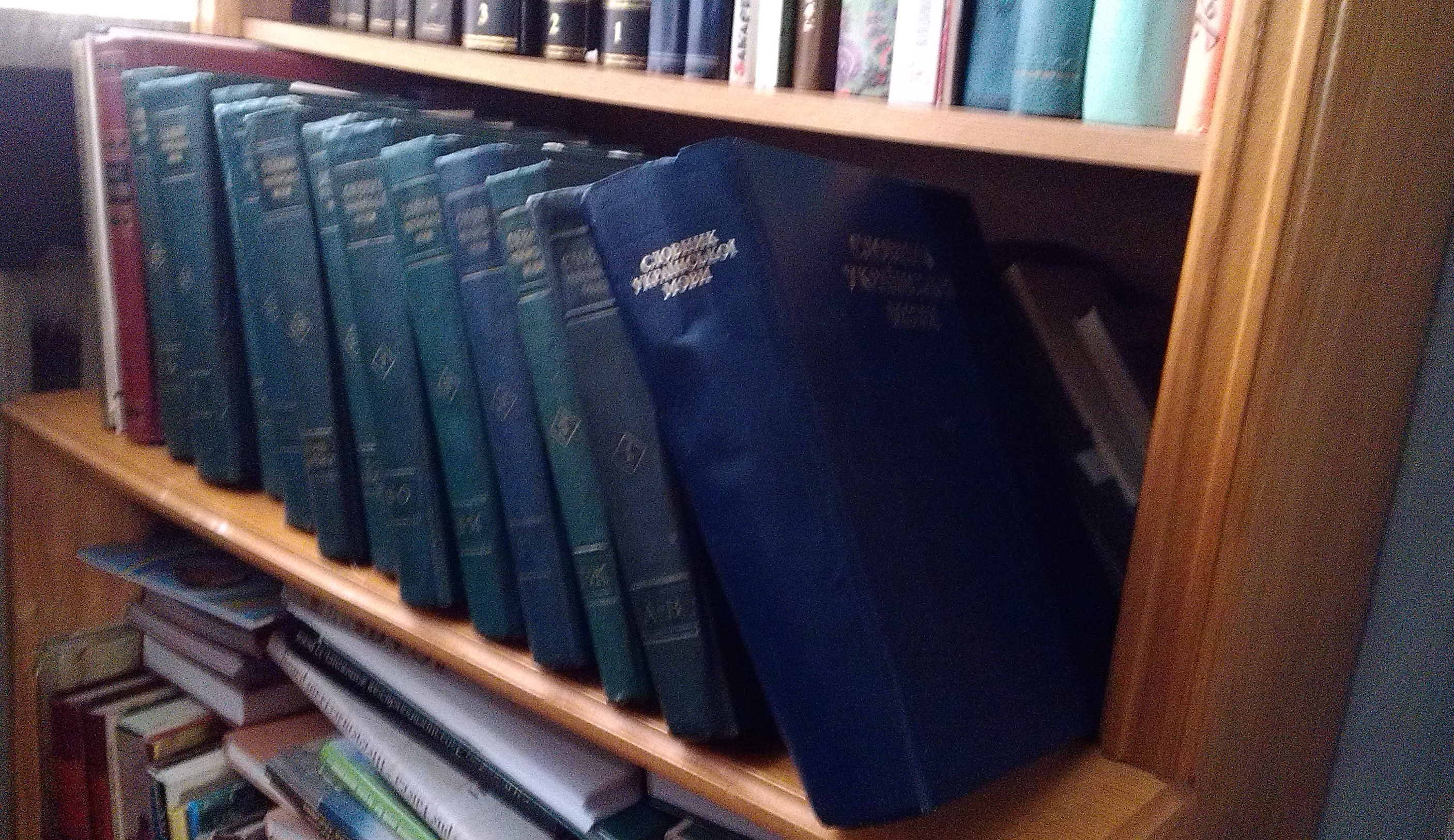
Книги авторства Галини Гнатюк

- Російсько-українські літературно-мовні зв'язки в другій половині XVIII — першій чверті XIX ст. К., 1957;
- Російсько-український технічний словник. К., 1961 (співавт.);
- Вопросы терминологии. Москва, 1961 (співавт.);
- Філософські питання мовознавства. К., 1972 (співавт.);
- Словотвір сучасної української літературної мови. К., 1979 (співавт.);
- Слово і фразеологізм у словнику. К., 1980;
- Дієприкметник у сучасній українській літературній мові. К., 1982.